# 緑浄寺
緑浄寺（ろくじょうじ）は、鳥取県鳥取市河原町にある真宗大谷派の寺院。山号は龍華山。本尊は阿弥陀如来。

## 概要
1625年（寛永2年）創建。開基は、戦国時代に顕如・教如と共に、石山合戦を戦った道教坊であり、道教坊に深く帰依していた当時の藩主・池田光政の寄進により創建された。創建当時は小さな草庵であったが、1649年（慶安2年）に宗教治世の藩政の方針で寺社奉行の命により因幡・伯耆両国の被差別部落民を門徒とし、後に伯耆国に浄福寺を分寺して現在に至る。1953年（昭和28年）に八頭郡同和教育研究会が発足し、郡内の小・中・高の全校長らを緑浄寺に集めて一夜講習会などが開かれた。

## 周辺
- 釜口神社
- 善南寺
- 円浄寺（圓淨寺）
- 大義寺
- 正法寺
- 多宝寺（多寶寺）
- 奉安寺
- 光賢寺
- 西橋寺